# Subportela
Subportela ist ein Ort und eine ehemalige Gemeinde (Freguesia) im nordportugiesischen Kreis (Concelho) von Viana do Castelo in der Unterregion Minho-Lima. Die Gemeinde bestand nur aus der namensgebenden Ortschaft mit den drei Ortsteilen Lugar do Monte, Lugar da Lomba und Cortegazaça. Sie hatte 1182 Einwohner auf einer Fläche von 5,25 km² (Stand 30. Juni 2011).

## Geschichte
Mindestens seit der Eisenzeit bestand hier eine befestigte Siedlung der Castrokultur, die mindestens bis zur römischen Eroberung im 1. Jahrhundert besiedelt war.
Erstmals wurde der heutige Ort als Sancti Petri de Cortegaza in einer Schenkungsurkunde des Erzbistums Braga aus dem Jahr 1162 erwähnt. In den königlichen Registern von 1290 erschien der Ort dann unter der Bezeichnung Sam Petro de Subportela.
Mit der Gebietsreform im September 2013 wurden die Gemeinden Subportela, Deocriste und Portela Susã zur neuen Gemeinde União das Freguesias de Subportela, Deocriste e Portela Susã zusammengeschlossen. Subportela ist Sitz dieser neu gebildeten Gemeinde.

## Persönlichkeiten
- Manuel Afonso de Carvalho (1912–1978), römisch-katholischer Bischof von Angra